# 褚福田
褚福田（1928年—2003年），河北河间人，中国人民解放军将领、中国人民解放军空军中将。
1977年4月12日—1983年5月20日，担任中国人民解放军空军第六军军长。1988年，授予中国人民解放军空军中将，曾任北京军区空军副司令员。